# Kanton Seclin-Sud
Kanton Seclin-Sud (francouzsky Canton de Seclin-Sud) je francouzský kanton v departementu Nord v regionu Nord-Pas-de-Calais. Tvoří ho 11 obcí.

## Obce kantonu
- Allennes-les-Marais
- Annœullin
- Bauvin
- Camphin-en-Carembault
- Carnin
- Chemy
- Don
- Gondecourt
- Herrin
- Provin
- Seclin (jižní část)